# 5 Seconds to Death
5 Seconds to Death (jap. 出会って5秒でバトル, Deatte 5-byō de Battle) ist eine Mangaserie von Saizō Harawata und Kashiwa Miyako, die seit 2016 in Japan erscheint. Das Werk ist in die Genres Shōnen und Drama einzuordnen und wurde 2021 als Anime adaptiert.

## Inhalt
Der Mittelschüler Akira Shiroyanagi ist begeisterter Gamer und kann, weil er so gut in der Schule ist, sogar dort während des Unterrichts spielen. Doch nicht nur der Unterricht langweilt ihm, sondern auch seine Spiele sind ihm zu wenig herausfordernd. Als er eines Tages auf dem Schulweg einem Hünen begegnet, der ihm zum Kampf herausfordert, spürt er endlich wieder Nervenkitzel. Akira kann tatsächlich gewinnen, wird kurz darauf aber von einem Mädchen angegriffen und wird bewusstlos. Er wacht an einem fremden Ort auf, zusammen mit anderen die ebenfalls verschleppt wurden. Sie alle gelten als tot und sollen nun für die Magierin Mion an einem Wettkampf teilnehmen. Dafür haben sie besondere Fähigkeiten erhalten – jeder eine andere – die meist von ihren Handschellen unter Kontrolle gehalten werden. Akira findet in diesem Wettkampf endlich die Herausforderung, die er gesucht hat.

## Veröffentlichung
Die Serie erscheint seit 2015 im Web-Magazin Ura Sunday. Einzelne Kapitel veröffentlichte Saizō Harawata bereits zuvor auf seiner eigenen Website, ehe der Manga von Kashiwa Miyako überarbeitet in das Magazin kam. Der Verlag Shogakukan bringt die Kapitel auch gesammelt in bisher 27 Bänden heraus (Stand: Februar 2025).
Eine deutsche Übersetzung erscheint seit Mai 2018 bei Egmont Manga mit bisher 22 Bänden (Stand: Mai 2025). Von Elex Media Komputindo wird der Manga in Indonesien herausgegeben.

## Anime-Adaption
2020 wurde eine Anime-Adaption des Mangas angekündigt. Die Serie wurde in den Studios SynergySP and Vega Entertainment animiert und vom 13. Juli bis 28. September 2021 im japanischen Fernsehen bei Tokyo MX ausgestrahlt. Das Intro trägt den Titel No Continue von Akari Kitō; das Outro Makeibe Jikkyō Play (負けイベ実況プレイ) stammt von 15-sai to Seiko Oomori.